# Železniška proga Grobelno–Rogatec–d. m.
Železniška proga Grobelno–Rogatec–državna meja je ena izmed železniških prog, ki sestavljajo železniško omrežje v Sloveniji. Železniška proga je neelektrificirana.
Odsek med Grobelnim in Rogatcem je bil zgrajen leta 1903. Leta 1930, po združitvi v Kraljevino SHS, so jo podaljšali do Krapine na Hrvaškem in jo tako povezali z leta 1886 zgrajeno lokalno progo iz Zaboka. Po razpadu Jugoslavije so Hrvati opustili promet na odseku med Đurmancem in državno mejo (ponovno vzpostavljen v decembru leta 2014).
Začetna železniška postaja je Grobelno, medtem ko je končna Rogatec. Iz Rogatca se proga nadaljuje ob desnem bregu Sotle do mosta pri Dobovcu, kjer dokončno zapusti ozemlje Slovenije. Že pred tem kar šestkrat na kratkih odsekih prečka državno mejo, ki (zaenkrat) ne poteka natančno po strugi Sotle.